# 張政 (明朝)
張政（14世紀—15世紀），字平夫，南直隸廣德州人，明朝政治人物。

## 生平
張政是建文進士張禮聞之子，永樂十二年（1414年）中舉人，十六年（1418年）成進士，獲授山西道監察御史，剛正不阿、不避權貴；陞任山西按察使，法令嚴明，當地人畏若神明，不敢犯罪。

## 引用
1. 1 2  乾隆《廣德州志·卷三十三·人物志》：張政，字平夫，禮聞子，才質聰敏，剛正自持，永樂年登進士 按政永樂戊戌進士，南畿志及萬厯選舉志並同，舊作宣德誤，今改正。，授山西道御史，風裁肅然，不避權貴；歷陞山西按察使，法令嚴明，貪墨者望風解去，晉人畏若神明，莫敢有犯。 萬厯志
2. ↑  乾隆《廣德州志·卷二十九·選舉志》：永樂十二年甲午科（舉人）……張政 見進士